# Wolkenpiraten
Wolkenpiraten ist ein Buch des kanadischen Schriftstellers Kenneth Oppel, in dem es um den jungen Luftschiffer Matt Cruse geht. Der Roman erschien bei Beltz & Gelberg und paraphrasiert den Roman 20.000 Meilen unter dem Meer von Jules Verne. Das Werk ist der zweite Teil einer Trilogie, deren erster Band Wolkenpanther und dritter Teil Sternenjäger heißen.

## Inhalt
Der 16-jährige Student an der Luftfahrtakademie Matt Cruse fliegt als Praktikant auf dem Luftschiff Treibgut durch Die Faust des Teufels, einen fast immer währenden Taifun über dem Indischen Ozean. Der Mann im Ausguck entdeckt dabei den seit Jahren verschollenen Zeppelin Hyperion. Dieser gehört dem reichen Erfinder und Sammler Theodore Grunel und soll Gold und seltene Präparate ausgestorbener Tiere beherbergen. Mit seiner Freundin Kate de Vries und dem Piloten Hal Slater plant er die Bergung der Hyperion. Da er der Einzige ist, der die Koordinaten im Kopf hat, geraten sie in Konkurrenz zu dem Luftpiraten John Rath.

## Ausgaben
- Kenneth Oppel: Skybreaker. Eos Press, New York 2006, ISBN 978-0-06-053227-7. 
  - deutsch: Wolkenpiraten. Beltz & Gelberg, Weinheim und Basel 2006, ISBN 978-3-407-80981-0 (übersetzt von Anna Blankenburg)
  - Hörbuch: Wolkenpiraten. Beltz & Gelberg, Weinheim 2006, ISBN 3-407-80990-5 (4 CDs, gelesen von Marian Funk)